# 洛特河畔新城区
洛特河畔新城区（法語：arrondissement de Villeneuve-sur-Lot）是法国洛特-加龙省所辖的一个区。总面积1559.7平方公里，总人口89334，人口密度57人/平方公里（2018年）。主要城镇为洛特河畔新城。

## 辖区
洛特河畔新城区辖有92个市镇。